# Nicolai von Wilm
Peter Nicolai von Wilm (* 4. März 1834 in Riga; † 19. Februar 1911 in Wiesbaden) war ein deutsch-baltischer Komponist, Pianist und Dirigent. Er verfasste mehr als 250 Werke, darunter das einzige bekannte Streichnonett.

## Leben
Nicolai von Wilm wuchs in einem musikliebenden Elternhaus (Hofgerichtsadvokat Jakob Heinrich von Wilm und Johanna Charlotte geb. Stieda) in Riga auf, wo er auch seine erste musikalische Ausbildung erhielt. Von 1851 bis 1856 absolvierte er das Leipziger Konservatorium. 1857 nahm er die Stelle als zweiter Kapellmeister am Stadttheater in Riga an, ging aber schon 1860 nach St. Petersburg. 1860 wurde von Wilm Musiklehrer am dortigen Nikolai-Institut. 1873 ging er nach Deutschland, zuerst nach Dresden, und lebte ab 1875 er in Wiesbaden, wo er 1911 starb. Zu seiner baltischen Heimat hielt er Kontakt, war 1880 beim Sängerfest in Riga und wurde 1883 Ehrenmitglied der Rigaer Liedertafel.

## Musikalisches Schaffen
Von Wilm komponierte eine große Zahl von zwei- und vierhändigen Klavierstücken für die Jugend. Darüber hinaus Lieder mit Klavierbegleitung, geistliche und weltliche Chormusik und eine Vielzahl an Kammermusikwerken (Streichsextett, Streichquartett, zwei Violinsonaten, Cellosonate, zwei Suiten für Klavier und Violine, ein Duo für Harfe und Violine) sowie ein Konzertstück für Harfe.

## Werkverzeichnis
Ein Verzeichnis seiner Kompositionen erschien 1899 bei Leuckart in Leipzig, darunter das Streichsextett Op. 27, 1882.
Ein Verzeichnis aller Werke findet sich in Scheunchens Lexikon deutschbaltischer Musik (s. Literatur) sowie online auf den Seiten des International Music Score Library Project.